# Little Queen
Little Queen es el tercer álbum de estudio de la banda estadounidense Heart. Fue lanzado el 17 de mayo de 1977 por el sello Portrait Records, y relanzado en el 2004 con dos bonus tracks. El álbum contiene el reconocido sencillo "Barracuda".

## Lista de canciones

### Lado A
1. "Barracuda" – 4:20 (Michael DeRosier, Sue Ennis, Roger Fisher, Ann Wilson, Nancy Wilson)
2. "Love Alive" – 4:21 (Roger Fisher, Ann Wilson, Nancy Wilson)
3. "Sylvan Song" – 2:12 (Roger Fisher, Nancy Wilson)
4. "Dream of the Archer" – 4:30 (Roger Fisher, Ann Wilson, Nancy Wilson)
5. "Kick It Out" – 2:44 (Ann Wilson)

### Lado B
1. "Little Queen" – 5:10 (Michael DeRosier, Roger Fisher, Steve Fossen, Howard Leese, Ann Wilson, Nancy Wilson)
2. "Treat Me Well" – 3:24 (Nancy Wilson)
3. "Say Hello" – 3:36 (Roger Fisher, Ann Wilson, Nancy Wilson)
4. "Cry to Me" – 2:51 (Ann Wilson, Nancy Wilson)
5. "Go On Cry" – 5:52 (Roger Fisher, Ann Wilson, Nancy Wilson)

## Personal
- Ann Wilson: voz principal y coros, flauta
- Nancy Wilson: guitarras y coros
- Roger Fisher: guitarra eléctricas
- Howard Leese: guitarras eléctricas
- Steve Fossen: bajos
- Michael DeRosier: batería

## Listas de éxitos
| Año  | Lista          | Posición |
| ---- | -------------- | -------- |
| 1977 | Canadá         | 2        |
| 1977 | Estados Unidos | 9        |
| 1977 | Holanda        | 9        |
| 1977 | Australia      | 22       |
| 1977 | Alemania       | 34       |
| 1977 | Reino Unido    | 34       |
| 1977 | Suecia         | 44       |